# Regional Air Lines
Pour la compagnie aérienne française, voir Regional Airlines (France).
Regional Air Lines (code AITA FN - code OACI RGL) était une compagnie aérienne privée marocaine de type régional, créée en 1996.

## Histoire

### Création
La compagnie a été fondée en 1996, et a inauguré son premier vol en juillet 1997. Elle est la première compagnie aérienne privée à être créée au Maroc.
En 2009, la compagnie entre dans un partenariat avec Air Arabia et devient Air Arabia Maroc.

### Handling au Maroc
Regional Air Lines a remporté la licence de handling au Maroc après s'être associée aux transporteurs portugais TAP et Portugália et au groupe espagnol Globalia.

## Partenaires
- Air Arabia

## Flotte
- Beechcraft 1900D Airliner (CN-RLA, CN-RLB, CN-RLC, CN-RLD)
- Beechcraft King Air 350 (CN-RLE)
- ATR 42-320 (CN-RLF, CN-RLG, CN-CDU, CN-CDV)

## Actionnariat
L'actionnariat de l'entreprise est composé de Holmarcom, Finance.com et du fonds d’investissement Moussahama.